# 舍梅托韋 (貝雷濟夫卡區)
46°50′25″N 30°27′32″E / 46.84028°N 30.45889°E
舍梅托韋（烏克蘭語：Шеметове）是位於烏克蘭西南部的村莊，由敖德萨州贝雷济夫卡区的伊萬尼夫卡市鎮負責管轄。該村始建於1826年，面積0.65平方公里，海拔高度4米，2001年人口146，人口密度每平方公里223.58人。